# پلیس (فیلم ۱۹۷۲)
پلیس (انگلیسی: Fuzz) یک فیلم اکشن زوج هنری است که در سال ۱۹۷۲ منتشر شد.

## بازیگران
- برت رینولدز
- جک وستون
- تام اسکریت
- یول برینر
- راکل ولچ
- دان فریزر
- برت رمسن
- نورمن بارتون
- رویس دی اپلگیت
- جیمز ویکتور
- استوارت ماس